# Michal Szewieczek
Michal Szewieczek (* 27. března 2001 Havířov) je český profesionální fotbalista, který hraje na pozici záložníka za český klub FK Třinec.

## Klubové statistiky
Aktuální k 1. listopadu 2024
| Sezona    | Klub          | Soutěž     | Zápasy | Góly |
| --------- | ------------- | ---------- | ------ | ---- |
| 2021/2022 | FK Třinec     | Fortuna:NL | 17     | 1    |
| 2022/2023 | FK Třinec     | FNL        | 18     | 0    |
| 2023/2024 | TJ Start Brno | MSFL       | 12     | 0    |
| 2023/2024 | FK Třinec     | MSFL       | 14     | 0    |
| 2024/2025 | FK Třinec     | MSFL       | 13     | 0    |

## Reprezentace
V letech 2018–2020 odehrál Szewieczek osm zápasů za české mládežnické reprezentace včetně kvalifikace na Mistrovství Evropy do 19 let.